# Balboa (distrito)

Localização do distrito de Balboa.

Balboa é um distrito da província de Panamá, Panamá. Possui uma área de 399,70 km² e uma população de 2.336 habitantes (censo 2000), perfazendo uma densidade demográfica de 5,84 hab./km². Sua capital é a cidade de San Miguel.